# Агроскин, Анатолий Абрамович
Анатолий Абрамович Агро́скин (1908, Могилёвская губерния—1993) — советский учёный в области геохимии и теплофизики угля.

## Биография
Окончил ДГИ.
На научно-преподавательской и научной работе:
- в Донецком углехимическом институте,
- в Донецком индустриальном институте (один из создателей и заведующий кафедры коксохимии, декан углехимического факультета),
- в ЭНИАН имени Г. М. Кржижановского (зав. энергохимической лабораторией).

Доктор технических наук, профессор.
"В 1932-1936 гг., когда в состав кафедры пирогенных процессов МХТИ влились кафедры Плехановского института, МВТУ и МИТХТ, на кафедре сложился мощный коллектив специалистов в области химии и химической технологии топлива: профессор Е.В. Раковский, Д.В. Нагорский, В.П. Федоров, доценты Н.В. Шишаков, А.А. Агроскин и др., была организована подготовка инженеров по коксохимии, газификации и полукоксованию твердых топлив, переработки нефти и деструктивной гидрогенизации топлива".
В 1941—1945 разработал и внедрил в производство метод увеличения насыпной массы шихты для коксования путём смачивания её микродобавками углеводородных жидкостей.
Разработал научные основы отопления коксовых печей, гидравлические теории движения газов в применении к коксовым печам. Автор и соавтор 16 книг.

## Награды и премии
- Сталинская премия III степени (1946) — за разработку и внедрение в производство метода повышения производительности коксохимических заводов
- орден Красной Звезды (31 марта 1945) — за успешное выполнение заданий Государственного Комитета Обороны по обеспечению военной промышленности металлом, освоению новых марок стали и наращению мощностей

## Основные публикации
- Современные коксовые печи и теплотехника их отопления, М., 1932 (совм. с Г. С. Халабузарсм);
- Теплотехнический контроль коксового производства [Текст] / Доц. А. А. Агроскин. — 2-е изд., перераб. и доп. — Харьков : Гос. науч. техн. изд-во Украины, 1935. — 227 с., 1 л. черт. : ил.;
- Пути расширения угольной базы коксования, М., 1959;
- Химия и технология угля, 2 изд., М., 1969;
- Физические свойства угля, М., 1961;
- Физика угля, М., 1965;
- Бурые угли как технологическое сырьё, М., 1976 (совм. с И. Е. Святецем);
- Теплофизика твердого топлива, М., 1980 (совм. с В. Б. Глейбманом).